# NDR Fernsehen
NDR Fernsehen ist das regionale Fernsehprogramm des Norddeutschen Rundfunks, das gemeinsam mit Radio Bremen für die Länder Hamburg, Mecklenburg-Vorpommern, Niedersachsen und Schleswig-Holstein produziert wird. Der Sitz der Programmdirektion, vieler Redaktionen sowie der Sendeleitung ist in Hamburg-Lokstedt.

## Geschichte
Am 4. Januar 1965 startete der NDR zusammen mit Radio Bremen und dem damaligen Sender Freies Berlin (SFB) mit der Ausstrahlung eines eigenen dritten Fernsehprogramms zunächst als „Drittes Fernsehprogramm NDR/RB/SFB“ (Alternativ wurden verschiedene andere Bezeichnungen benutzt, kurz auch Nordkette oder Nordschiene, von den Zuschauern auch einfach „Das Dritte“ genannt) für die Länder Hamburg, Niedersachsen, Schleswig-Holstein und Bremen sowie für West-Berlin.
1968 starteten die ersten Sendungen in Farbe.
1988 startete das Teletextangebot Nordtext. Zum Jahresbeginn 1989 erhielt der Sender den neuen Namen N3 und ein neues Logo.

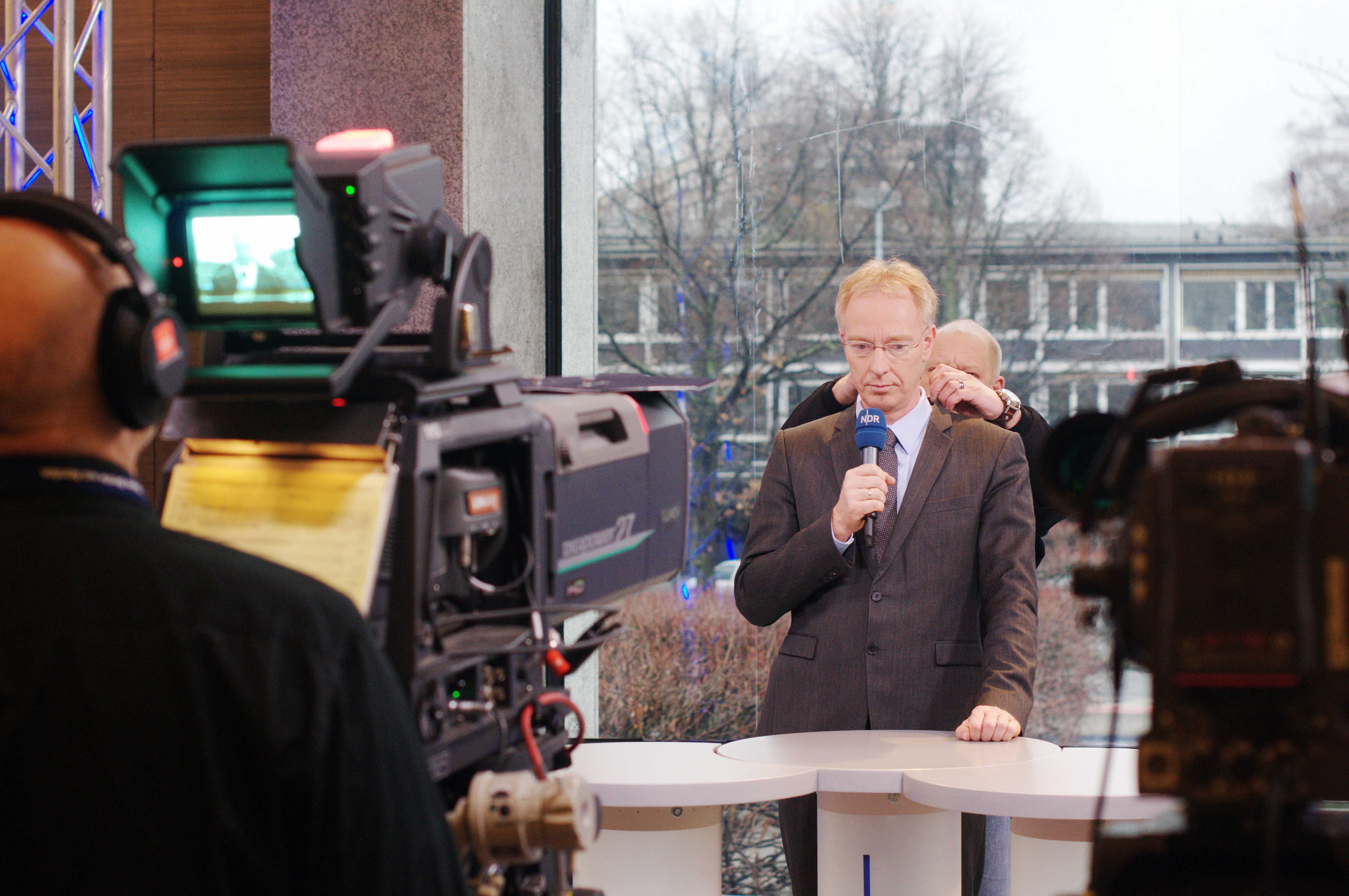
Liveberichterstattung aus dem Landtag in Hannover (2013)

Das Programm wurde Zug um Zug zu einem Vollprogramm ausgebaut und ist seit September 1991 auch über Satellit in nahezu ganz Europa zu empfangen. Zum 1. Januar 1992 trat das Land Mecklenburg-Vorpommern per Staatsvertrag dem NDR als viertes Land bei. Dadurch vergrößerte sich das Sendegebiet von N3 entsprechend, doch bereits im Oktober 1992 schied der SFB aus dem Dritten Fernsehprogramm N3 aus und strahlte danach ein eigenständiges drittes Fernsehprogramm für Berlin unter dem Namen B1, einem Vorgänger des heutigen rbb Fernsehens, aus. Damit erreichte N3 (welches zeitgleich den Beinamen „Norddeutsches Fernsehen“ erhielt) sein heutiges Verbreitungsgebiet.
Im Januar 1993 wechselten die NDR-Landesprogramme aus dem ersten Programm zu N3.
Seit dem 28. Februar 1994 sendet N3 rund um die Uhr, die nächtliche Sendepause entfiel.
Am 3. Dezember 2001 wurde das Programm in NDR Fernsehen umbenannt. Produktionen von Radio Bremen wurden fortan für einige Jahre mit dem Logo von Radio Bremen gekennzeichnet. Mittlerweile wird durchgängig das NDR-Logo verwendet.
Seit dem 3. Januar 2005 werden die Regionalsendungen von Radio Bremen nicht mehr in das Gemeinschaftsprogramm der ARD Das Erste eingespeist, sondern auf einem eigenständigen dritten Programm ausgestrahlt, welches Radio Bremen TV heißt.
Seit September 2013 ist das Programmschema von Radio Bremen TV reformiert. Dies hatte zur Folge, dass das eigenständige Regionalfenster auf die gleichen Ausmaße wie die Sendungen der NDR-Landesfunkhäuser heruntergekürzt wurde. In der übrigen Zeit ist das Programm von Radio Bremen TV und NDR Fernsehen identisch.
Am 8. Oktober 2007 stellte NDR Fernsehen seine analoge Ausstrahlung über Antenne ein.
Am 30. April 2012 startete ein HD-Simulcast im hochauflösenden Format 720p. Seit April 2024 entfällt der HD-Zusatz im Logo, da die Sendeabwicklung seitdem vom Mitteldeutschen Rundfunk geführt wird.
Am 10. November 2012 strahlte das NDR Fernsehen zum ersten Mal die 18-stündige Fernsehdokumentation Der Tag der Norddeutschen in Echtzeit aus.
Entwicklung des Senderlogos:

Nord-3-Logo von 1965 bis 1988
N3-Logo von 1989 bis zum 2. Dezember 2001
Logo des NDR Fernsehens vom 3. Dezember 2001 bis 2006[9]
Logo von 2006 bis Mai 2017
Senderkennung (Cornerlogo) des HD-Ablegers von 2012 bis 2024

## Regionalprogramme
Von 18:00 bis 18:15 Uhr und von 19:30 bis 20:00 Uhr sendet das NDR Fernsehen in Regionalfenstern landesbezogene Sendungen.
| NDR regional                         | Sendung um 18 Uhr            | Sendung um 19:30 Uhr       |
| ------------------------------------ | ---------------------------- | -------------------------- |
| NDR Fernsehen Hamburg                | Hamburg Journal 18.00        | Hamburg Journal            |
| NDR Fernsehen Mecklenburg-Vorpommern | Nordmagazin – Land und Leute | Nordmagazin                |
| NDR Fernsehen Niedersachsen          | Niedersachsen 18.00          | Hallo Niedersachsen        |
| NDR Fernsehen Schleswig-Holstein     | Schleswig-Holstein 18:00     | Schleswig-Holstein Magazin |

## Sendungen
Sendungen für Das Erste
- Am Kap der wilden Tiere[10]
- Anne Will
- Beckmann
- Die Pfefferkörner
- extra3
- Gefragt – Gejagt
- Großstadtrevier
- Inas Nacht
- Lebensmittel-Check mit Tim Mälzer
- Leopard, Seebär & Co.
- Panorama
- Royalty
- Spiel für dein Land
- Tatorte mit Kommissar Finke
- Tagesschau (ARD)
- Tagesthemen

Sendungen im NDR Fernsehen (Stand 2022, Regionalmagazine siehe Abschnitt darüber):
- #EinMomentDerBleibt[12]
- NDR Story[13]
- 7 Tage
- Tietjen und Bommes
- Bingo!
- Bücherjournal[14]
- Carlos Koch-Chaos[15]
- Das Beste am Norden[16][17]
- DAS!
- DAS! Wunschmenü[18]
- De Noorden op Platt
- Der Tatortreiniger
- Die Ernährungs-Docs[19]
- Die NDR Quizshow[20]
- Die Nordreportage[21]
- Die Nordstory[22]
- Die Reportage[23]
- Expeditionen ins Tierreich
- gärtnern natürlich[24]
- Hanseblick[25]
- Hitlisten des Nordens
- Intensiv-Station[26]
- Iss besser![27]
- Jennifer – Sehnsucht nach was Besseres
- Kaum zu glauben!
- Krude TV[28]
- Kulturjournal[29]
- Länder – Menschen – Abenteuer
- Landpartie – im Norden unterwegs[30]
- Lieb & Teuer
- mareTV
- Markt
- Mein schönes Land TV[31]
- NDR Info
- NDR Comedy Contest[32]
- NDR Naturfilm
- NDR Talk Show
- Neues aus Büttenwarder
- Nordseereport[33]
- Nordtour[34]
- Ostsee Report[35]
- Panorama 3
- Panorama – die Reporter[36]
- Pleiten, Pech & Pannen
- Plietsch
- Polettos Kochschule
- Postillon24
- Rund um den Michel[37]
- Rute raus, der Spaß beginnt![38]
- Sass: So isst der Norden[39]
- Schönes Landleben[40]
- Sesamstraße
- Sportclub
- Theresas Küche – Kochen mit Freunden[41]
- Unsere Geschichte[42]
- Visite
- Weltbilder
- Wer bietet mehr?
- Zapp

Ehemalige Sendungen
- Aktuelle Schaubude
- Dalli Dalli
- Das Leben!
- Das NDR Reisequiz
- Das NDR Tiermagazin
- Dennis und Jesko
- Der XXL-Ostfriese[43]
- Die klügsten Kinder im Norden
- Die Thomas & Helga Show
- Die Welt op platt
- Entdeckerlust
- Hallo Spencer
- Harald & Eddi
- Kriminalreport
- Land und Leute
- Land & Liebe
- Lebensträume: …
- Loeki de Leeuw
- Liga 1 Handball
- Lust auf Norden
- Menschen und Schlagzeilen
- Mein Nachmittag
- NaturNah
- Norddeutsche Dynastien
- Prisma
- Sehr witzig
- Tagesschau vor 20 Jahren
- Top Flops – Die lustigsten Fernsehpannen
- Urlaub im Norden
- Wer hat’s gesehen?
- Wünsch dir Sass!

## Moderatoren

### Aktuelle Moderatoren
Eine Auswahl aktueller Moderatoren des NDR Fernsehens:
| Moderator                 | beim NDR  | Sendung(en)                                                             |
| ------------------------- | --------- | ----------------------------------------------------------------------- |
| Michel Abdollahi          | seit 2014 | Käpt’ns Dinner, deep und deutlich                                       |
| Ulf Ansorge               | seit 2013 | Hamburg Journal                                                         |
| Susann Atwell             | seit 2011 | Rund um den Michel                                                      |
| Hinnerk Baumgarten        | seit 2004 | DAS!                                                                    |
| Domenica Berger           | seit 2010 | Die lustigsten Momente …, Comedy Contest                                |
| Alexander Bommes          | seit 2008 | Hamburg Journal, Hamburg Journal 18:00 Uhr, Sportclub                   |
| Marie-Luise Bram          | seit 2013 | Schleswig-Holstein Magazin                                              |
| Peter Carstens            | seit 1992 | Sportclub, Sportclub extra                                              |
| Vera Cordes               | seit 1998 | Visite                                                                  |
| Yared Dibaba              | seit 2005 | Die Welt op Platt, Land & Liebe                                         |
| Christian Ehring          | seit 2011 | Extra 3                                                                 |
| Ellen Frauenknecht        |           | NDR aktuell                                                             |
| Heinz Galling             | seit 2011 | Rute raus, der Spaß beginnt!                                            |
| Heike Götz                | seit 1999 | Landpartie                                                              |
| Sandrine Harder           |           | Niedersachsen 18.00                                                     |
| Harriet Heise             | seit 2002 | Schleswig-Holstein Magazin, Entdeckerlust!                              |
| Jo Hiller                 | seit 2011 | Markt                                                                   |
| Laura Karasek             | seit 2023 | NDR Quizshow                                                            |
| Andreas Käckell           |           | Sportclub aktuell, sportliche Großereignisse                            |
| Christine Kubis           | seit 1995 | Schleswig-Holstein-Magazin                                              |
| Hubertus Meyer-Burckhardt | seit 2013 | NDR Talk Show                                                           |
| Ina Müller                | seit 2005 | Land und Liebe, Inas Norden, Inas Nacht, Stadt, Land, Ina!, Inas Reisen |
| Anja Reschke              | seit 2001 | Panorama                                                                |
| Inka Schneider            | seit 2005 | DAS!                                                                    |
| Julia-Niharika Sen        |           | Hamburg Journal, Weltbilder                                             |
| Susanne Stichler          |           | Menschen und Schlagzeilen, NDR Aktuell                                  |
| Michael Thürnau           |           | Bingo!                                                                  |
| Bettina Tietjen           |           | DAS!, Tietjen campt, NDR Talk Show                                      |
| Julia Westlake            | seit 2002 | NDR Kultur - Das Journal                                                |

### Ehemalige Moderatoren
Eine Auswahl ehemaliger Moderatoren des NDR Fernsehens:
| Moderator           | von (beim NDR) | bis (beim NDR) | Sendung(en)                               |
| ------------------- | -------------- | -------------- | ----------------------------------------- |
| Lutz Ackermann      | 1969           | 2021           | Das große Wunschkonzert                   |
| Marc Bator          | 2006           | 2013           | Nordtour                                  |
| Gerhard Delling     | 1990           | 2019           | Sport 3, Sportclub, NDR Talk Show         |
| Bärbel Fening       | 1994           | 2020           | Nordtour (2008–2020)                      |
| Steffen Hallaschka  | 2006           | 2010           | Markt, Plietsch                           |
| Anke Harnack        | 2000           | 2019           | Entdeckerlust!, Nordmagazin               |
| Frank Plasberg      | 2008           | 2010           | Die klügsten Kinder im Norden             |
| Kirsten Rademacher  | 2010           | 2016           | Mein Nachmittag                           |
| Tobias Schlegl      | 2007           | 2011           | Extra 3                                   |
| Simone von Stosch   | 2008           | 2009           | Nordmagazin                               |
| Sarah Tacke         | 2010           | 2014           | Niedersachsen 18.00, Hallo Niedersachsen  |
| Carlo von Tiedemann | 1971           | 2012           | Aktuelle Schaubude, NDR-Quizshow          |
| Dénes Törzs         | 1977           | 2004           | Programmsprecher (letzter dieses Standes) |
| Hanni Vanhaiden     | 1968           | 2000           | Emm wie Meikel, Fernsehansage             |
| Ulla Zitelmann      | 1972           | 2000           | Programmsprecherin                        |

## Empfang
- Antenne:
  - digital DVB-T2: flächendeckend in Niedersachsen, Hamburg, Bremen, Schleswig-Holstein, fast flächendeckend in Mecklenburg-Vorpommern, daneben wird das Programm ausgestrahlt über die DVB-T2-Bouquets des WDR in Nordrhein-Westfalen, des RBB in Berlin und Brandenburg, des hr in Nordhessen und des MDR in Sachsen-Anhalt
- Satellit:
  - digital DVB-S2 (HD): Transponder 25; 11,582 MHz, horizontal, SR 22.000, FEC 2/3[46]
- Kabel:
  - digital DVB-C: Unitymedia 322 MHz, Vodafone Kabel Deutschland 458 MHz
- Internet:
  - Empfang über Telekom Entertain und Livestream[47]